# ۱۰۰۱ بازی ویدئویی که باید پیش از مرگ بازی کنید
۱۰۰۱ بازی ویدئویی که باید پیش از مرگ بازی کنید (به انگلیسی: 1001 Video Games You Must Play Before You Die) یک کتاب مرجع برای بازی‌های ویدیویی است که در اکتبر ۲۰۱۰ منتشر شد. این کتاب شامل فهرستی از بازی‌های ویدیویی است که بین سال‌های ۱۹۷۰ تا ۲۰۱۳ منتشر شده‌اند و به ترتیب زمانی تاریخ انتشار مرتب شده‌اند. هر بازی در فهرست شامل یک مقاله کوتاه که توسط یک منتقد بازی ویدیویی نوشته شده و برخی از نوشته‌ها همراه با عکس‌های بازی همراه است. ویرایش کتاب توسط تونی موت، سردبیر سابق مجله اج انجام شد. پیشگفتار کتاب توسط پیتر مولینوکس، طراح بازی ویدیویی نوشته شده‌است.
این کتاب به روش کتاب مشابه ۱۰۰۱ آلبومی که باید پیش از مرگ بشنوید نوشته شده که توسط انتشارات Universe منتشر شده بود.

## بازتاب‌ها
استقبال از کتاب روی‌هم‌رفته مثبت بود و منتقدان دانش بالای کتاب را ستودند ولی از برخی مطالب خاص انتقاد شد.